# Jacques Mansion
Pour les articles homonymes, voir Mansion.
Jacques Mansion est un militaire français, né le 7 mars 1914 à Saint-Denis est mort le 12 novembre 1990 à Olonne-sur-Mer, connu comme le premier agent de la France Libre à effectuer une mission en France métropolitaine.
Il est réformé pour blessure en avril 1940. Refusant la défaite, il passe en Angleterre dès le 17 juin 1940 et s'engage dans les Forces Françaises libre. Une première mission en France de renseignements militaires dure du 17 juillet au 5 septembre 1940. Elle sera suivie de plusieurs autres. En août 1944, il est parachuté en Bretagne où il participe à la libération de la région.
Il termine la guerre avec le grade de capitaine.

## Honneurs
- Officier de la Légion d'honneur

- Compagnon de la Libération par décret du 7 mars 1945
- Croix de guerre 1939–1945 (2 citations)
- Médaille de la Résistance française par décret du 6 avril 1946[3]
- Médaille des évadés
- Médaille commémorative des services volontaires dans la France libre
- Ordre de l'Empire britannique à titre militaire (Officier)
- Bronze Star Medal (USA)